# Fernando Henrique Cardoso
Fernando Henrique Cardoso (* 18. června 1931 Rio de Janeiro) je brazilský sociolog a politik. V letech 1995–2002 byl prezidentem Brazílie, v letech 1992–1993 ministrem zahraničních věcí, v letech 1993–1994 ministrem financí. V roce 2000 získal prestižní Cenu prince Asturského v kategorii mezinárodní spolupráce.

## Život
Byl absolventem a pedagogem Univerzity São Paulo, po nástupu vojenské vlády žil čtyři roky v exilu, byl předsedou Mezinárodního sociologického sdružení. Roku 1982 byl zvolen senátorem za Brazilské demokratické hnutí a v roce 1988 založil Sociálně demokratickou stranu. Jako ministr financí prosadil úspěšnou ekonomickou reformu zvanou Plano Real. V prezidentských volbách v říjnu 1994 získal 54,28 % hlasů a zvítězil již v prvním kole. V roce 1998 byl znovuzvolen se ziskem 53,06 %, avšak jeho druhé funkční období bylo poznamenáno propadem hospodářství a sociálními protesty.
Po odchodu z funkce FHC přednášel o mezinárodní politice na Brownově univerzitě. Byl předsedou Madridského klubu a členem sdružení Global Elders a Brazilské literární akademie. Časopis Prospect ho zařadil mezi sto nejvýznamnějších žijících intelektuálů.  